# Plunket Shield 2025/26
Der Plunket Shield 2025/26 ist die 97. Saison des nationalen First-Class-Cricket-Wettbewerbes in Neuseeland der vom 18. November 2025 bis zum 30. März 2025 ausgetragen werden soll.

## Format
Die Mannschaften spielen acht Spiele in einer Division gegen jede andere. Für einen Sieg erhält ein Team zunächst 12 Punkte, für ein Unentschieden (beide Mannschaften erzielen die gleiche Anzahl an Runs) 6 Punkte. Soll kein Ergebnis erreicht werden und das Spiel in einem Remis enden, bekommen beide Mannschaften 0 Punkte, wenn das Spiel abgesagt wird, 2 Punkte. Zusätzlich besteht die Möglichkeit, in den ersten 110 Over des ersten Innings Bonuspunkte zu sammeln. Dabei werden jeweils bis zu 4 Punkte für erzielte Runs und für erzielte Wickets vergeben. Im Falle einer Reduktion der Spieldauer auf einen Tag wird ein Sieg mit 6 Punkten, ein Unentschieden mit 3 und ein Remis mit 2 Punkten honoriert, Bonuspunkte werden dann nicht vergeben. Des Weiteren ist es möglich, dass Mannschaften Punkte abgezogen bekommen, wenn sie beispielsweise zu langsam spielen oder der Platz nicht ordnungsgemäß hergerichtet ist. Am Ende der Saison ist der Sieger der Division der Gewinner des Plunket Shields.

## Resultate
Tabelle
| Teams              | Sp. | S | N | R | Bat | Bwl | Ded | Punkte |
| ------------------ | --- | - | - | - | --- | --- | --- | ------ |
| Auckland           |     |   |   |   |     |     |     | 0      |
| Canterbury         |     |   |   |   |     |     |     | 0      |
| Central Districts  |     |   |   |   |     |     |     | 0      |
| Northern Districts |     |   |   |   |     |     |     | 0      |
| Otago              |     |   |   |   |     |     |     | 0      |
| Wellington         |     |   |   |   |     |     |     | 0      |

Sieg: 12 Punkte; Remis: 0 Punkte
Spiele
| 18. – 21. November Scorecard | Palmerston North | Central Districts | – | Auckland |
|                              |                  |                   |   |          |

| 18. – 21. November Scorecard | Wellington | Wellington | – | Otago |
|                              |            |            |   |       |

| 18. – 21. November Scorecard | Rangiora | Canterbury | – | Northern Districts |
|                              |          |            |   |                    |

| 26. – 29. November Scorecard | Mount Maunganui | Northern Districts | – | Auckland |
|                              |                 |                    |   |          |

| 26. – 29. November Scorecard | Wellington | Wellington | – | Central Districts |
|                              |            |            |   |                   |

| 26. – 29. November Scorecard | Dunedin | Otago | – | Canterbury |
|                              |         |       |   |            |

| 5. – 8. Dezember Scorecard | Auckland | Auckland | – | Wellington |
|                            |          |          |   |            |

| 5. – 8. Dezember Scorecard | Hamilton | Northern Districts | – | Otago |
|                            |          |                    |   |       |

| 5. – 8. Dezember Scorecard | Napier | Central Districts | – | Canterbury |
|                            |        |                   |   |            |

| 13. – 16. Dezember Scorecard | Whangārei | Northern Districts | – | Wellington |
|                              |           |                    |   |            |

| 13. – 16. Dezember Scorecard | Christchurch | Canterbury | – | Auckland |
|                              |              |            |   |          |

| 13. – 16. Dezember Scorecard | Dunedin | Otago | – | Central Districts |
|                              |         |       |   |                   |

| 28. Februar – 3. März Scorecard | Auckland | Auckland | – | Northern Districts |
|                                 |          |          |   |                    |

| 28. Februar – 3. März Scorecard | Napier | Central Districts | – | Wellington |
|                                 |        |                   |   |            |

| 28. Februar – 3. März Scorecard | Christchurch | Canterbury | – | Otago |
|                                 |              |            |   |       |

| 9. – 12. März Scorecard | Auckland | Auckland | – | Otago |
|                         |          |          |   |       |

| 9. – 12. März Scorecard | Napier | Central Districts | – | Northern Districts |
|                         |        |                   |   |                    |

| 9. – 12. März Scorecard | Wellington | Wellington | – | Canterbury |
|                         |            |            |   |            |

| 18. – 21. März Scorecard | Wellington | Wellington | – | Auckland |
|                          |            |            |   |          |

| 18. – 21. März Scorecard | Rangiora | Canterbury | – | Central Districts |
|                          |          |            |   |                   |

| 18. – 21. März Scorecard | Dunedin | Otago | – | Northern Districts |
|                          |         |       |   |                    |

| 27. – 30. März Scorecard | Auckland | Auckland | – | Canterbury |
|                          |          |          |   |            |

| 27. – 30. März Scorecard | Hamilton | Northern Districts | – | Central Districts |
|                          |          |                    |   |                   |

| 27. – 30. März Scorecard | Dunedin | Otago | – | Wellington |
|                          |         |       |   |            |